# Alberto Ohaco
Alberto Ohaco (Avellaneda, 12 januari 1884 – 8 maart 1950) was een Argentijnse voetballer. Hij speelde zijn hele carrière voor Racing Club de Avellaneda.
Ohaco’s vader was een van de oprichters van Racing Club. Ohaco is een van de succesvolste spelers in de clubgeschiedenis van Racing. Hij won zeven titels op rij tussen 1913 en 1919 en werd vier keer topschutter van de Argentijnse competitie tussen 1912 en 1915. Hij speelde ook voor het nationale elftal, waaron der in de eerste twee edities van de Copa América in 1916 en 1917.